# برندان بویل
برندن فرانسیس بویل (زاده ۶ فوریه ۱۹۷۷) یک سیاستمدار آمریکایی است که به عنوان یک عضو دموکرات مجلس نمایندگان ایالات متحده خدمت می‌کند و از سال ۲۰۱۵ نماینده منطقه ای در منطقه فیلادلفیا است. از ژانویه ۲۰۲۳، او به عنوان عضو رتبه‌بندی کمیته بودجه مجلس نمایندگان ایالات متحده خدمت کرده است.
پدر او، فرانسیس (فرانک)، یک مهاجر ایرلندی است که در سال ۱۹۷۰ از گلنکلمسیل، ناحیه ای از شهرستان دونگال، به ایالات متحده آمد و به عنوان سرایدار برای اداره حمل و نقل پنسیلوانیا جنوب شرقی (SEPTA) کار می‌کند. مادر مرحوم او، آیلین، فرزند مهاجران ایرلندی از شهرستان اسلایگو بود. او بیش از ۲۰ سال به عنوان نگهبان مدرسه فیلادلفیا کار می‌کرد.